# Vietnam Veterans Memorial
El Vietnam Veterans Memorial (o Cenotafi dels Veterans del Vietnam) honora els homes i les dones que van morir en la guerra del Vietnam, conegut també com Vietnam Memorial, és un monument nacional dels Estats Units a Washington, D.C.
Es compon de tres parts separades: el Mur commemoratiu, amb els noms dels soldats morts, The Three Servicemen statue, una estàtua de bronze amb tres soldats, honra als qui van lluitar i van tornar de la guerra mostrant-los dempeus, vigilant la muralla, i el Vietnam Women's Memorial, un monument dedicat a les dones estatunidenques que van servir a la guerra del Vietnam, la majoria com a infermeres.
El mur és una paret negra de granit que té els noms de cada estatunidenc mort a l'esmentada guerra. Va ser dissenyat per Maia Lin l'any 1981. El monument es troba als Constitution Gardens, al costat del National Mall i al nord-est del Lincoln Memorial, a la capital dels Estats Units d'Amèrica, Washington.Rep uns tres milions de visitants cada any.

## Galeria
- Vietnam Veterans Memorial, Constitution Gardens. Vista general
- Tres soldats